# NGC 4650A
NGC 4650A è un raro tipo di Galassia visibile nella costellazione del Centauro.
Si individua 1,5 gradi a SW della stella n Cen, di quarta magnitudine; fa parte di un grande ammasso di galassie. Si tratta di una galassia ad anello polare, un raro tipo di galassie che possiedono un nucleo allungato ed un anello di stelle giovani molto esteso passante per i poli del nucleo. A breve distanza si scorge la ben più brillante galassia NGC 4650. La distanza è stimata sui 130 milioni di anni luce da noi.